# Autostrada Berlinka
L'autostrada Berlinka (in tedesco Reichsautobahn Berlin–Königsberg) è il nome in gergo dell'autostrada da Berlino a Königsberg (oggi Kaliningrad) degli anni 30, la sua realizzazione non venne completata a causa della presenza del Corridoio di Danzica.
La costruzione di questa autostrada era divisa in tre parti: 
- da Berlino a Rzęśnica
- da Rzęśnica fino a Elbing (oggi Elbląg)
- da Elbląg a Königsberg.

## Storia
La costruzione dell'autostrada è stata avviata nel 1933 e i lavori sono iniziati un anno dopo. Il primo tratto operativo è stato quello da Stettiner Dreieck (Berlino) a Stettin-Süd (Stettino) che contava 113 km. Nel 1937 è stato messo in servizio il tratto Königsberg (oggi Kaliningrad) - Elbing-Ost (Elbląg). L'anno successivo l'autostrada è stata prolungata fino al raccordo di Stettino ed Elbląg.
Nel 1939, il regime nazista propose alla Polonia la costruzione di un'autostrada extra-territoriale nel tratto del Corridoio di Danzica così da poter congiungere la Prussia Orientale al resto della Germania, nell'accordo era richiesta anche la restituzione di Danzica alla Germania, per questo motivo i polacchi lo rifiutarono.
Durante la guerra molti prigionieri ebrei lavorarono alla costruzione del tratto Bäderstraße (Rzęśnica) - Stargard-Massow (Łęczyca).
Dalla fine della guerra, a causa della cattiva manutenzione, alcuni tratti della Berlinka hanno cominciato a deteriorarsi e altri sono stati adibiti a piste d'atterraggio stradale.
Oggi l'autostrada è stata in gran parte modernizzata come autostrade, superstrade, strade statali e voivodatali.

## Galleria d'immagini

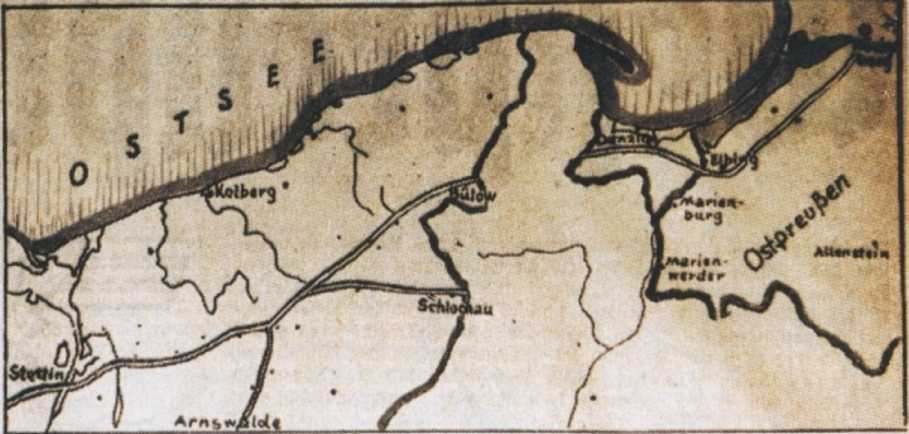
Percorso della Berlinka del 1939
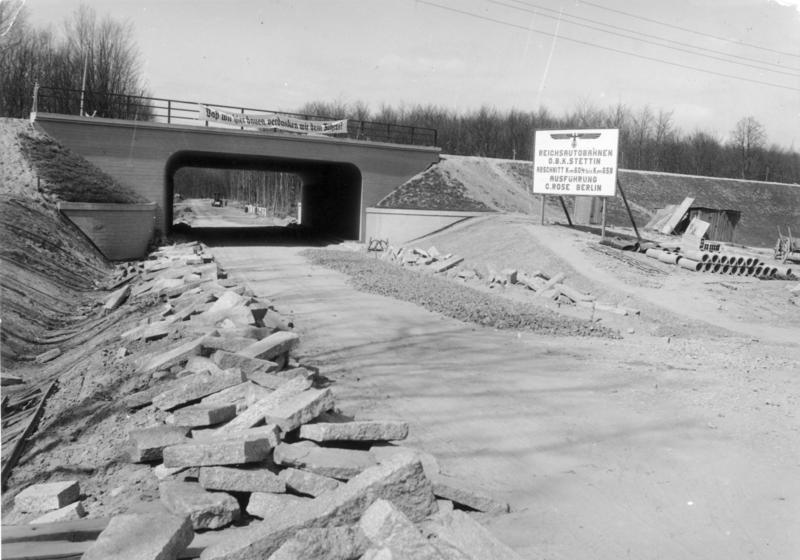
Berlinka in costruzione nelle vicinanze di Berlino nell'aprile 1936
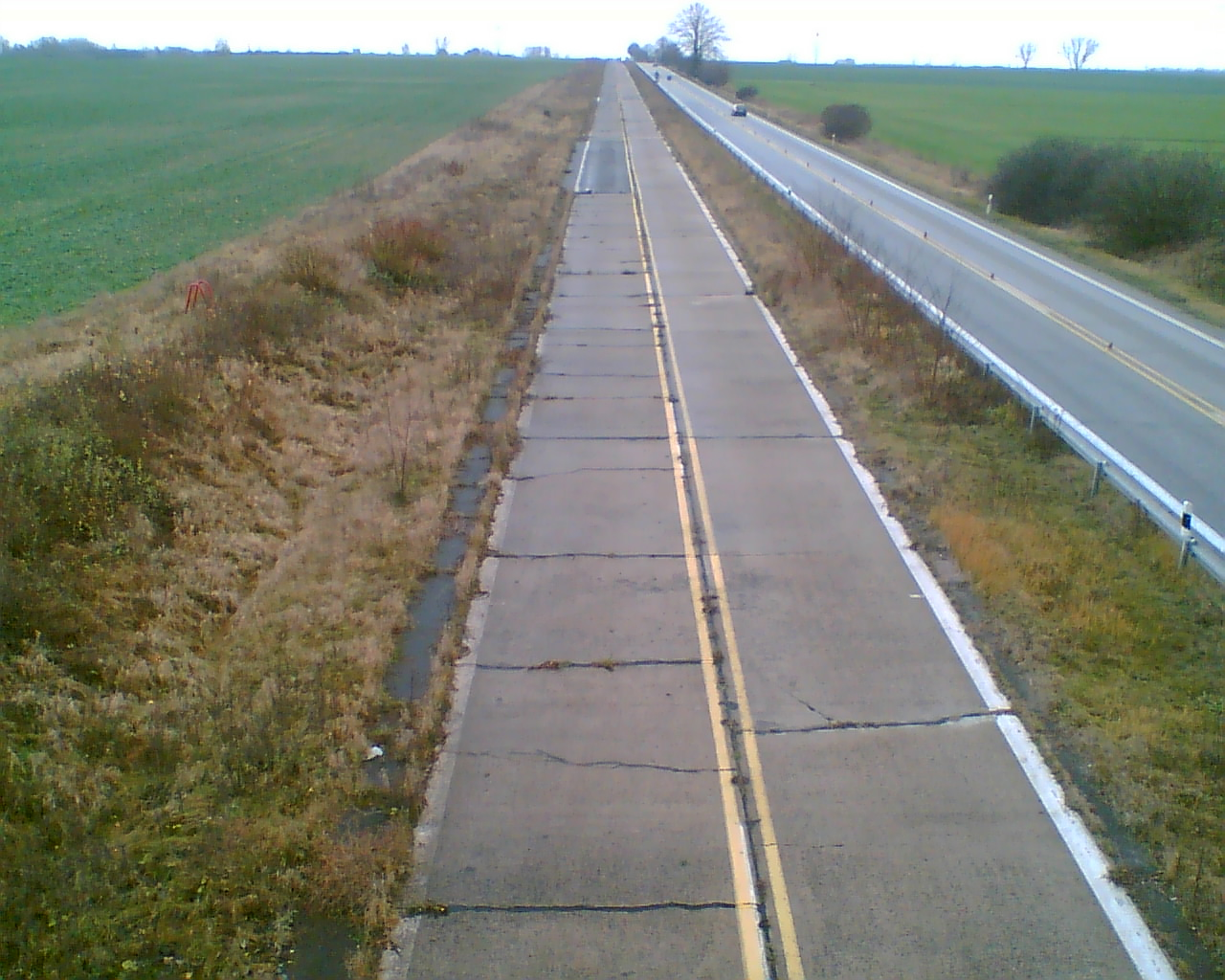
Berlinka - ora autostrada A11, Germania - nel 2006
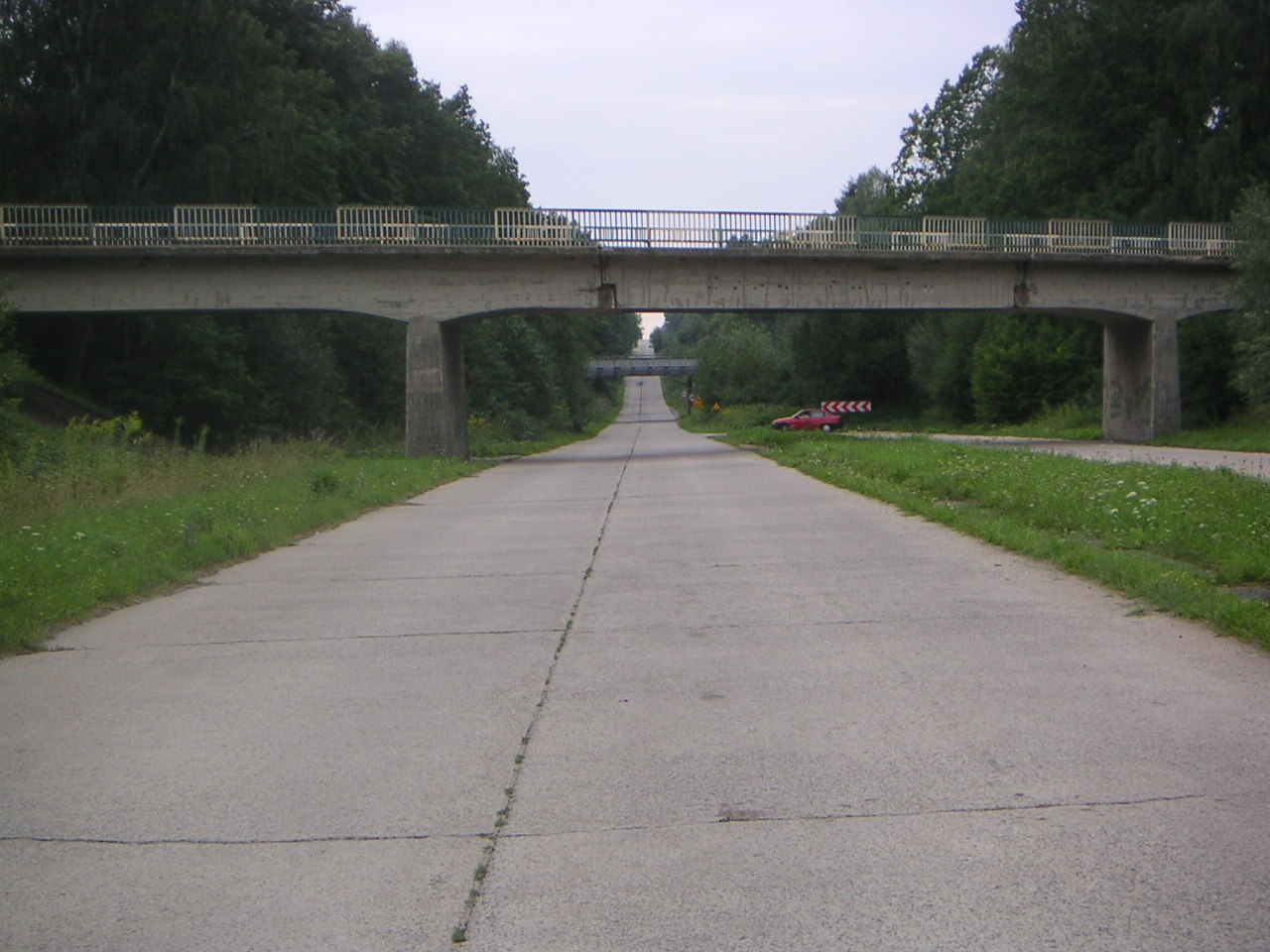
Berlinka - ora superstrada S22, Polonia - nel 2007
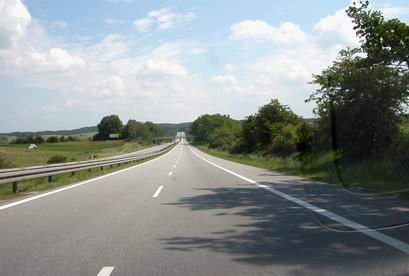
Berlinka nei pressi di Stettino, 2006